# Jerzy (Georg) Herz
Jerzy (Georg) Herz (ur. ?, zm. 1623 w Kozielicach) – prawdopodobny, naturalny syn Jerzego I, księcia pomorskiego.

## Pochodzenie
Jego pochodzenie do dziś w genealogii nie jest wyjaśnione. Jerzy znany jest z rękopisów J.B. Steinbrücka, które w późniejszym czasie doczekały się wydania (H. Moderow). Według autora Jerzy (Georg) Herz był naturalnym synem Jerzego I, księcia pomorskiego i zarazem pierwszym ewangelickim pastorem i kaznodzieją w Ryszewku koło Pyrzyc. Za nieetyczne zachowanie został w późniejszym czasie (1590) przeniesiony do parafii w Kozielicach. Tamże popadł w alkoholizm, wielokrotnie karany przez władze kościelne za nadużywanie alkoholu i zaniedbywanie pracy duszpasterskiej. E. Rymar, genealog podważa informacje J.B. Steinbrücka, z uwagi na okres życia Jerzego Herza i osiągniętego przez tegoż wieku, w chwili śmierci.

## Genealogia
Hipoteza 1, według J. B. Steinbrücka
| Bogusław X ur. 28 lub 29 V 1454 zm. 5 X 1523 | Bogusław X ur. 28 lub 29 V 1454 zm. 5 X 1523 |                                                           |                                                           | Anna Jagiellonka ur. 12 III 1476 zm. 12 VIII 1503 | Anna Jagiellonka ur. 12 III 1476 zm. 12 VIII 1503 |  |  | NN ur. ? zm. ? | NN ur. ? zm. ? |                            |                            | NN ur. ? zm. ? | NN ur. ? zm. ? |
|                                              |                                              |                                                           |                                                           |                                                   |                                                   |  |  |                |                |                            |                            |                |                |
|                                              |                                              |                                                           |                                                           |                                                   |                                                   |  |  |                |                |                            |                            |                |                |
|                                              |                                              | Jerzy I pomorski ur. 11 IV 1493 zm. na przeł. 9/10 V 1531 | Jerzy I pomorski ur. 11 IV 1493 zm. na przeł. 9/10 V 1531 |                                                   |                                                   |  |  |                |                | NN (konkubina) ur. ? zm. ? | NN (konkubina) ur. ? zm. ? |                |                |
|                                              |                                              |                                                           |                                                           |                                                   |                                                   |  |  |                |                |                            |                            |                |                |
|                                              |                                              |                                                           |                                                           |                                                   |                                                   |  |  |                |                |                            |                            |                |                |
|                                              |                                              |                                                           |                                                           |                                                   |                                                   |  |  |                |                |                            |                            |                |                |

|  |  |  |  | Jerzy (Georg) Herz (ur. ?, zm. 1623) |

Hipoteza 2, według E. Rymara
|  |  | Jerzy I pomorski? ur. 11 IV 1493 zm. na przeł. 9/10 V 1531 | Jerzy I pomorski? ur. 11 IV 1493 zm. na przeł. 9/10 V 1531 |  |  |  |  |  |  | NN (konkubina)? ur. ? zm. ? | NN (konkubina)? ur. ? zm. ? |  |  |
|  |  |                                                            |                                                            |  |  |  |  |  |  |                             |                             |  |  |
|  |  |                                                            |                                                            |  |  |  |  |  |  |                             |                             |  |  |
|  |  |                                                            |                                                            |  |  |  |  |  |  |                             |                             |  |  |

|  |  |  |  | Jerzy (Georg) Herz (ur. po 6 I 1525 i przed 23 lub w okr. 19-25 I 1530, zm. 1623) |

### Opracowania
- Edward Rymar, Rodowód książąt pomorskich, Szczecin: Książnica Pomorska im. Stanisława Staszica, 2005, ISBN 83-87879-50-9, OCLC 69296056. Brak numerów stron w książce
- Szymański J.W., Książęcy ród Gryfitów, Goleniów – Kielce 2006, ISBN 83-7273-224-8.

### Opracowania online
- Moderow H., Die Evangelischen Geistlichen Pommerns von der Reformation bis zur Gegenwart (niem.), T. 1, Stettin 1903, [dostęp 2012-02-10].
- Sójka R., O parafii (pol.) [w:] Parafia rzymskokatolicka pw. św. Stanisława BM w Kozielicach (strona oficjalna parafii) (pol.), [dostęp 2012-02-10].

### Literatura dodatkowa
- Rymar E., Bastard Gryfita z Kozielic [w:] "Gazeta Ziemi Pyrzyckiej", 1997, R. 5, nr 7, s. 15. ISSN 1233-4286.